# Джордж Семюел Клейсон
Джордж Семюел Клейсон (англ. George Samuel Clason; 7 жовтня 1874 — 7 квітня 1957) — автор книги «Найбагатша людина у Вавилоні», засновник картографічної компанії «Клейсон Меп».

## Життєпис
Народився в місті Луїзіана (штат Міссурі) 7 листопада 1874. Випускник університету Небраски, служив в американській армії під час Іспано-американської війни.
На початку своєї видавничої кар'єри він заснував картографічну компанію «Клейсон Меп» в Денвері (штат Колорадо) й опублікував перший атлас доріг США і Канади.
У 1926 опублікував перший із серії своїх нарисів про економію та фінансовий успіх, використовуючи форму притч Стародавнього Вавилона. Ці твори набули широкого поширення в банках і страхових компаніях. Їх прочитали мільйони людей. «Найбагатша людина у Вавилоні» став сучасною класикою економічної літератури.
Джерелами, якими користувався Клейсон, є стародавні клинописні таблички, знайдені на території Межиріччя та датуються вавилонською епохою, в якій один із стародавніх переписувачів відбив мудрість вавилонських торговців, лихварів і просто ділових людей того часу. Також ця інформація підтверджена Британською асоціацією археологів, які стверджують, що Клейсон не раз звертався до них за допомогою в своїх дослідженнях, передаючи незв'язні уривки стародавніх текстів, які сам не міг перекласти.